# ابن ماهان
هو علي بن عيسى بن ماهان (195هـ/ 810 م)، أحد كبار الولاة والقادة في العصر العباسي أيام الخليفة هارون الرشيد وابنه الأمين.
لم تذكر كتب التاريخ سنة ميلاده، ولم تعرض شيئاً عن حداثته ونشأته، سوى أن الخليفة المهدي جعله في سنة 167هـ مسؤولاً عن حراسة ولده موسى الهادي، حين وجَّهه لمحاربة بعض المارقين من الفُرس في جُرْجان. ثـم أصبـح لـه شأن بارز في عهد الخليفة هارون الرشيد، فقد عيَّنه في سنة 180هـ والياً على خُراسان وأعمالها. إلاّ أن الرشيد ما لبث في سنة 182هـ أن ولَّى ابنه المأمون على خراسان، وجعل علي ابن عيسى نائباً لـه، متفرغاً لقيادة الجيوش ومحاربة الخوارج والمناوئين للحكم العباسي في تلك البلاد.
وفي سنة 186هـ، نهض علي بن عيسى بن ماهان لقتال أبي الخصيب، وُهَيب بن عبد الله بعد استفحال أمره وخروجه عن الطاعة، وتغلُّبه على طُوس ونَيْسابور ومحاصرته مدينة مَرْو، حتى تمكن منه علي بن عيسى وقَتَله، وأحبط ما كان ينويه من السيطرة على مناطق خراسان.
ولما كانت سنة 190هـ، خرج في سَمَرْقَنْد رافع بن الليث، وخلـع طاعـة الرشيد، وتابعه في ذلك أهل بلده وطائفة كثيرة من تلك الناحية، فجهز علي بن عيسى الجيش وتوجه إليه، ولكنه مُني بالهزيمة أمام جيش رافع ابن الليث وقوة شوكته. وهذا ما أثار غضب الرشيد عليه، ولاسيما بعدما تناهى إلى سمعه أنه كان يستعمل مع الناس القسوة والظلم، ويستخف بأعيان خراسان ويهينهم، وأن ثروته التي جمعها في السنوات التي قضاها في خراسان قد تجاوزت كل حد، فعزله عن خراسان سنة 192هـ وسجنه، وصادر أمواله، وعيَّن مكانه هَرْثَمةَ بنَ أَعْيَن.
توفـي الرشيد سنة 193هـ، وتصدر للخلافة ابنه الأمين، وهو يومئذ ببغداد، فأطلق عليَّ بنَ عيسى بن ماهان من السجن، وردَّ إليه أمواله المصادرة، وولاَّه على الرَّي وأصفهان وهمدان ونهاوند.
وكان الرشيد في حياته قد بايع بولاية العهد لابنه محمد، ولقَّبه الأمين وعمره يومئذ خمس سنين لحرص أمه زبيدة زوجة الرشيد على ذلك، وولاه العراق والشام. ثم بايع لابنه عبد الله من بعد الأمين ولقَّبه المأمون وولاه ممالك خراسان بأسرها. ثم بايع لابنه القاسم من بعد الأخوين ولقَّبه المؤتمن وولاه الجزيرة والثغور وهو صبي، وكتب بذلك وثيقة علَّقها على باب الكعبة.
ولما أصبح علي بن عيسى من المقرَّبين إلى الخليفة الأمين، أخذ هو والحاجب الفضل بن الربيع يزيِّنان لـه خلع أخيه المأمون، ويحرِّضانه عليه. فاستجاب الأمين لهذه الدسيسة، فعزل أخاه القاسم وأخاه المأمون من ولاية العهد، وبايع لابنه موسى من بعده، ولقَّبه «الناطق بالحق». ثم دعا إلى أن يبايع من بعده لأخيه المأمون ثم لأخيه القاسم، وأرسل إلى الكعبة من أتاه بوثيقة ولاية العهد التي كتبها أبوه الرشيد فمزَّقها. وبذلك وقعت الوحشة بين الأخوين الأمين والمأمون، وتأججت نار الفتنة بينهما، وأصبح لا مناص من القتال.
ففي سنة 195هـ جهز الأمين جيشاً كثيفاً بقيادة علي بن عيسى بن ماهان، وأعطاه مئة ألف دينار، وأعطى جنده مالاً عظيماً، وأمره بالتوجه إلى قتال المأمون. فخرج من بغداد في أربعين ألف مقاتل، وأخذ معه قيداً من الفضة ليقيِّد به المأمون.
وكـان على عسكر المأمون الذي كان يومئذ في مَرُو، طاهر بن الحسين، وهـو أحـد كبار القواد والوزراء أدباً وحكمة وشجاعة، فخرج في أقـل من أربعة آلاف جندي، ومع ذلك فقد وقع القتال، وثبت جيش طاهر بن الحسين، فانهزم علي بن عيسى وأصحابه، فتبعهم طاهر بن الحسين بمن معه، وتواقع الطرفان، حتى تمكن أحد جنود طاهر ابن الحسين من قتل علي بن عيسى. ثم حُمِل رأسه إلى المأمون وطيف به في البلاد، وهذا ما جعل أهل بغداد الموالين للأمين يتخوفون من غائلة هذا الأمر.
وبعد هذا الانتصار الذي أحرزه طاهر بن الحسين تعاظم شأن المأمون، وقوي جأشه، وأخذ يُعد العُدَّة من جديد لانتزاع السلطة من أخيه الأمين.